# Sierro
Sierro là một đô thị thuộc tỉnh Almería, ở cộng đồng tự trị Andalusia, Tây Ban Nha. Đô thị này có diện tích 28 km², dân số năm 2005 là 457 người

## Biến động dân số
| 1999 | 2000 | 2001 | 2002 | 2003 | 2004 | 2005 |
| ---- | ---- | ---- | ---- | ---- | ---- | ---- |
| 484  | 471  | 472  | 452  | 452  | 452  | 457  |

Nguồn: INE (Tây Ban Nha)